# Shinkarasuma-dōri
Pour les articles homonymes, voir Karasuma.
Le Shinkarasuma-dōri (新烏丸通, Shinkarasuma-dōri) est une voie du centre-ville de Kyoto, dans les arrondissements de Nakagyō et Kamigyō. Elle débute au Kōjinguchi-dōri et termine au Nijō-dōri. Elle est nommée en l'honneur du Karasuma-dōri (ja), l'une des principales artères nord-sud de la ville. 

## Description

### Situation
Le Shinkarasuma-dōri est une courte rue étroite du nord-est de l'arrondissement de Nakagyō et du sud-est de celui de Kamigyō. Il est situé juste à l'ouest du parc du palais impérial et à l'est du fleuve Kamo. Il commence dans les quartiers de Kōjin-chō (荒神町) et Shinkarasumakashira-chō (新烏丸頭町) et termine dans ceux de Tachibanayanagi-chō (橘柳町) et d'Enoki-chō (榎木町). La rue débute au Kōjinguchi-dōri (荒神口通) et termine au Nijō-dōri (二条通), une importante artère de la ville menant jusqu'au château de Nijō. Elle suit le Kawaramachi-dōri (en) (河原町通) et le Shinsawaragichō-dōri (新椹木町通) à l'est et précède le Teramachi-dōri (en) (寺町通) à l'ouest.
La circulation se fait en sens unique du sud au nord. La rue fait environ 900 mètres de long. Elle est située à environ 800 mètres du Karasuma-dōri (ja).

### Voies rencontrées
Du nord au sud, en sens unique. Les voies rencontrées de la droite sont mentionnées par (d), tandis que celles rencontrées de la gauche, par (g). Seules les rues ayant un nom sont listées.
1. Kōjinguchi-dōri (荒神口通)
2. Kami-kiritōshi (上切通シ)
3. Shimo-kiritōshi (下切通シ)
4. Marutamachi-dōri (丸太町通)
5. Goryōzushi-dōri (御霊図子通)
6. Takeyamachi-dōri (竹屋町通)
7. Ebisugawa-dōri (夷川通)
8. Nijō-dōri (二条通)

- Sources : (ja) Université Ritsumeikan Asia Pacific (en), « 近代京都オーバーレイマップ », sur Art Research Center,‎ 2023 (consulté le 1er octobre 2023).

### Transports en commun
Les bus du réseau d'autobus de Kyoto (ja) ne passent par sur la rue, mais certains arrêts sont proches, dû à sa proximité avec Kawaramachi-dōri. Les arrêts proches sont Kōjin-guchi (荒神口, lignes 3, 4, 17, 37, 59 et 205) et Kawaramachi Marutamachi (河原町丸太町, lignes 3, 4, 10, 17, 37, 59, 65, 93, 202, 204 et 205).
L'arrêt du métro de Kyoto le plus proche est au sud de la rue, Kyōto Shiyakusho-mae (京都市役所前駅), sur la ligne Tōzai.

## Odonymie
La rue porte le nom de la rue Karasuma (烏丸通), une des importantes de la rue durant l'époque d'Edo et encore au XXIe siècle, où l'on trouvait plusieurs maisons de ville traditionnelles. Celles-ci ont été déplacées après le feu au lieu actuel, qui a été nommé « Shinkarasuma », qui signifie « nouveau Karasuma », « shin- » (新) signifiant « nouveau ».

## Histoire
La rue apparaît durant l'époque d'Edo, peu après l'incendie du Hōei (ja) (宝永の大火), qui a dévasté une importante partie du centre-ville proche du palais impérial et de la rive ouest du fleuve Kamo le 28 avril 1708 (Hōei, 3e mois 8e jour). L'incendie a notamment détruit le palais impérial et le Kuge-machi (ja) (公家町), le quartier des nobles de la cour. Ainsi, pour reconstruire les lieux dévastés, le quadrillé délimité par les rues Karasuma, Teramachi, Marutamachi et Imadegawa est exproprié et les maisons privées déplacées pour faire place au palais impérial et aux maisons de la cour. 
La rue Shinkarasuma, juste au sud de Marutamachi, en dehors du quadrillé, est alors ouverte pour faire place à ces maisons privées déplacées. L'ancien secteur autour de Shinkarasuma était occupé par des temples, qui sont tous déplacés à l'est du fleuve Kamo. Ainsi, à l'est du fleuve Kamo, beaucoup de rues débutent avec le préfixe « shin- » (新).

## Patrimoine et lieux d'intérêt
La majorité des habitations sur la rue datent de l'ère Shōwa (1926-1989), mais on trouve encore des maisons de ville traditionnelles. Au sud de Kami-kiritōshi, côté ouest, se trouve une stèle marquant la résidence de Shimamura Shun'ichi (ja) (島邨 俊一/嶋村 俊一, 1862-1923), premier recteur du Collège préfectoral de médecine de Kyoto, aujourd'hui l'Université préfectorale de médecine de Kyoto,. Juste en face se trouve une stèle marquant la résidence de l'érudit Saida Koresada (ja) (座田 維貞, 1801-1859). Au carrefour avec Shimo-kiritōshi se trouve au nord-ouest le musée d'Histoire de la ville de Kyoto (ja) (京都市歴史資料館). Dans le coin sud-est sont les ruines de la résidence du samouraï de Totsukawa (十津川屋敷跡地), qui était garde au palais impérial,. 
Même après la relocalisation de la majorité des temples sur la rue, certains sont restés. On note le Gojō-in (ja) (護浄院), juste au sud-est de Kōjinguchi. Il a été fondé en 772 et reconstruit entre 1789 et 1801. S'y trouve aussi des sanctuaires shinto comme le Shimogoryō-jinja (ja) (下御霊神社), au carrefour de Marutamachi et Shinkarasuma, côté sud-ouest. Juste avant Nijō se trouve à l'ouest une petite ruelle aux chats, le « Shinkarasuma Roji 155 » (ねこの路地 ROJI-155). 

Quelques lieux d'intérêts
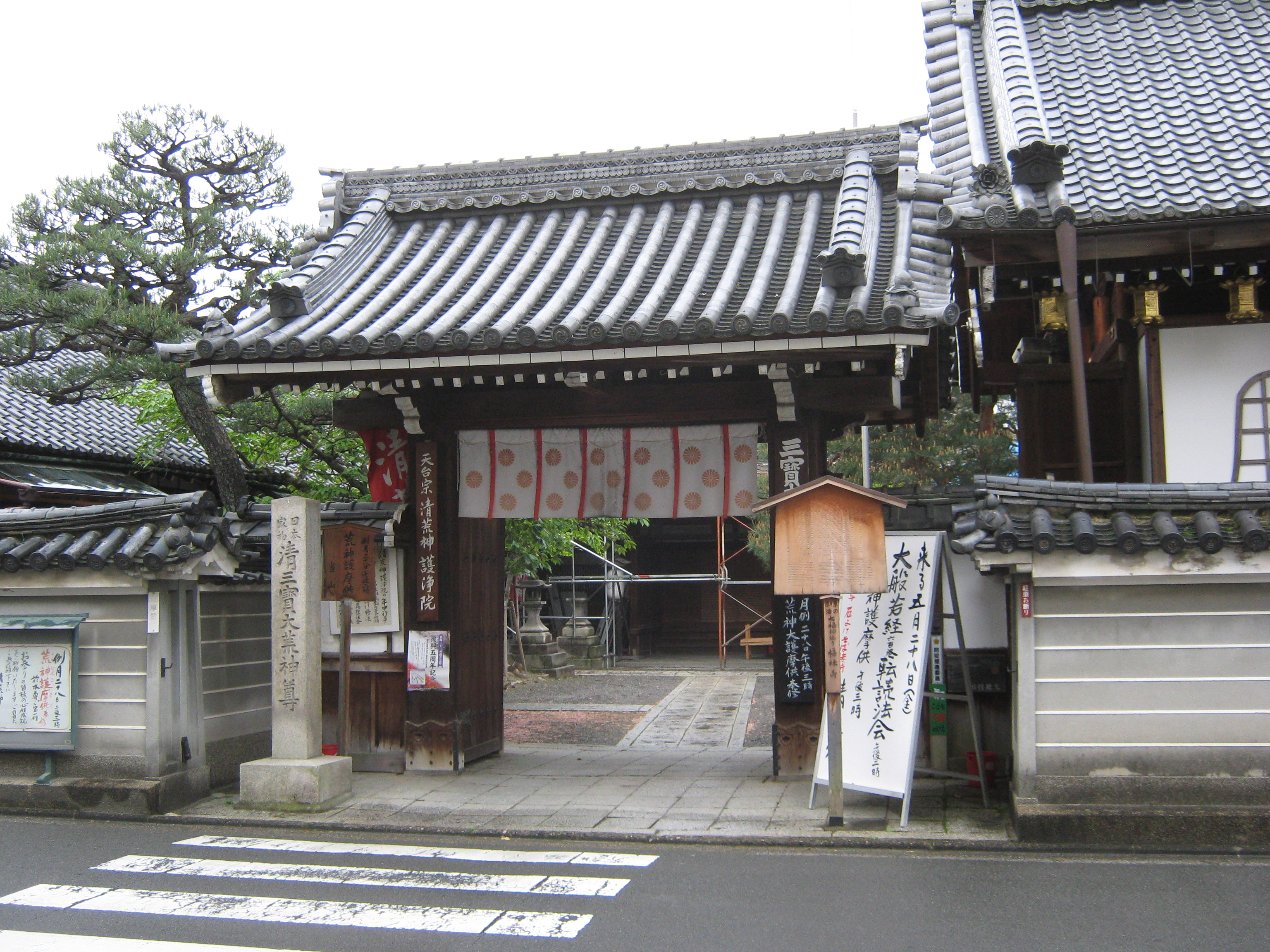
Entrée du Gojō-in
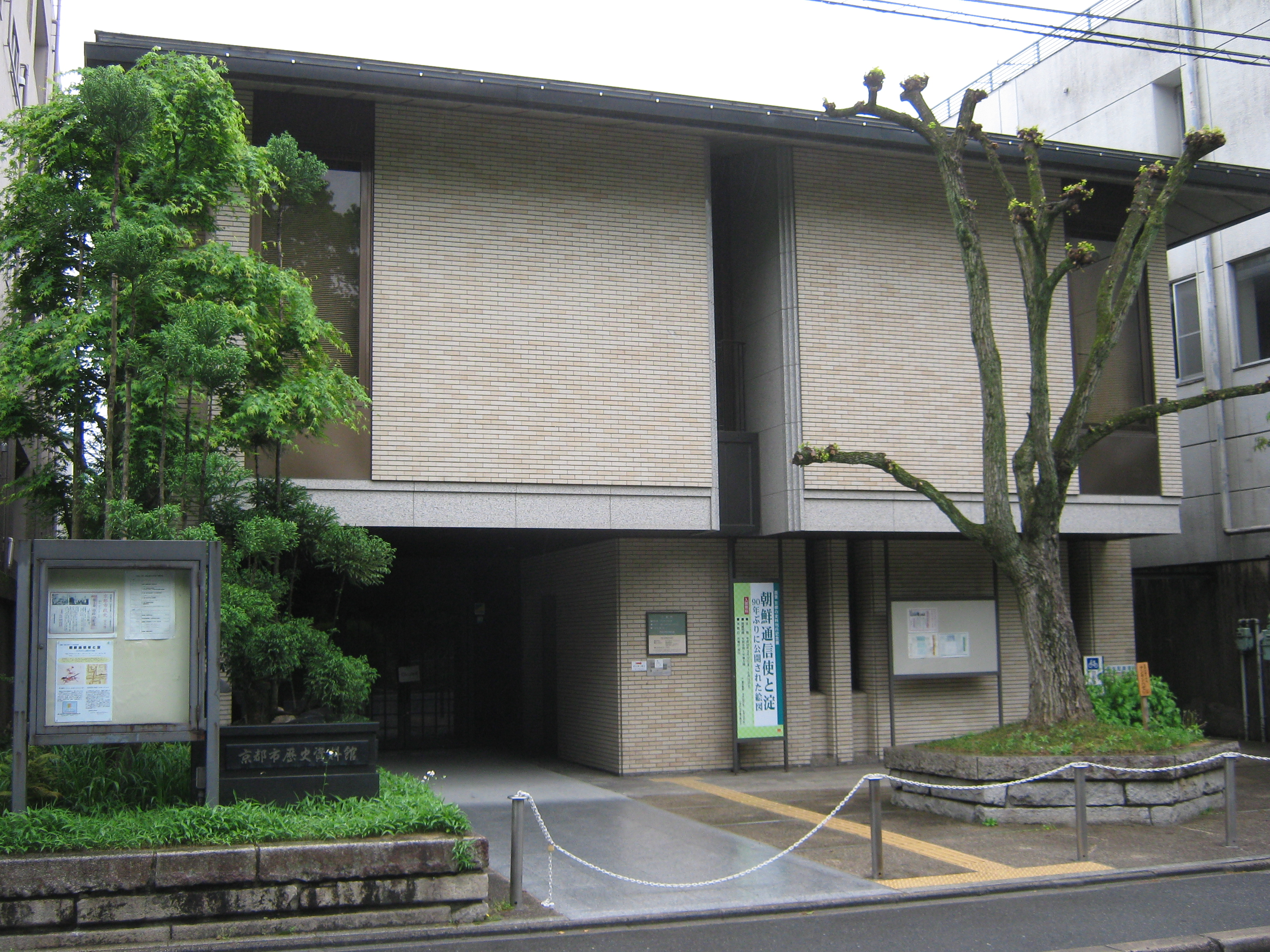
Entrée du musée d'Histoire, côté Teramachi
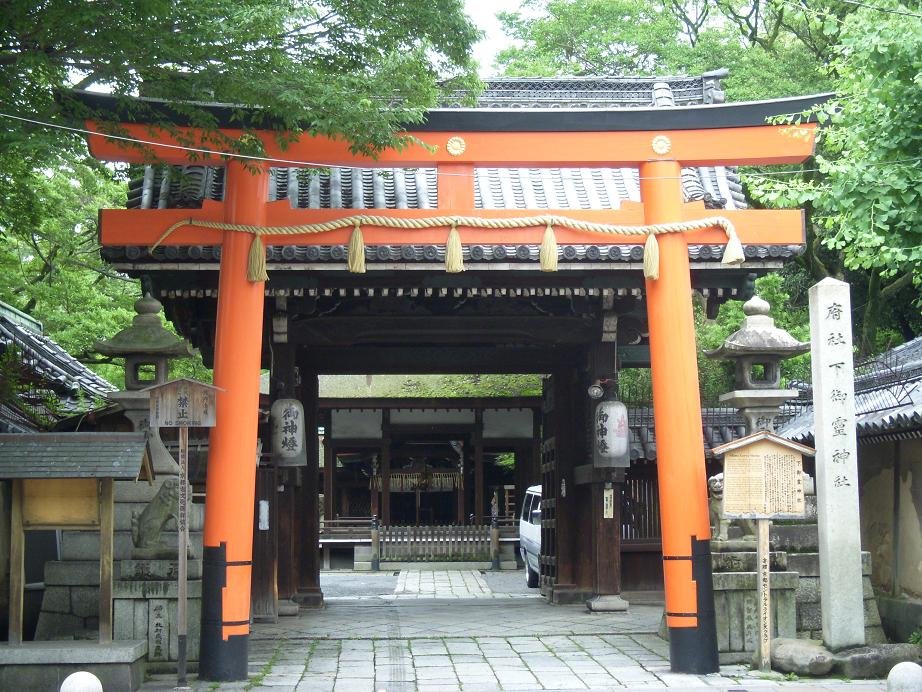
Torii du sanctuaire Shimgoryō